# Freccia del Brabante 1967
La Freccia del Brabante 1967, settima edizione della corsa, si svolse il 27 marzo su un percorso di 196 km, con partenza ed arrivo a Sint-Genesius-Rode. Fu vinta dal belga Roger Rosiers della squadra Mann-Grundig davanti ai connazionali Jan Lauwers e Emiel Coppens.

## Ordine d'arrivo (Top 10)
| Pos. | Corridore          | Squadra                  | Tempo    |
| ---- | ------------------ | ------------------------ | -------- |
| 1    | Roger Rosiers      | Mann-Grundig             | 5h16'00" |
| 2    | Jan Lauwers        | Romeo-Smiths-Plume Sport | a 1'10"  |
| 3    | Emiel Coppens      | Flandria-De Clercq       | a 2'45"  |
| 4    | Bruno Janssens     | Mann-Grundig             | s.t.     |
| 5    | Robert Lelangue    | Romeo-Smiths-Plume Sport | a 3'40"  |
| 6    | Flaviano Vicentini | Salvarani                | a 4'00"  |
| 7    | Jan Nolmans        | Mann-Grundig             | s.t.     |
| 8    | Frans Brands       | Romeo-Smiths-Plume Sport | s.t.     |
| 9    | Willy Monty        | Pelforth-Sauvage-Lejeune | a 5'15"  |
| 10   | Jean Monteyne      | Flandria-De Clercq       | a 9'27"  |